# Walter Wahl

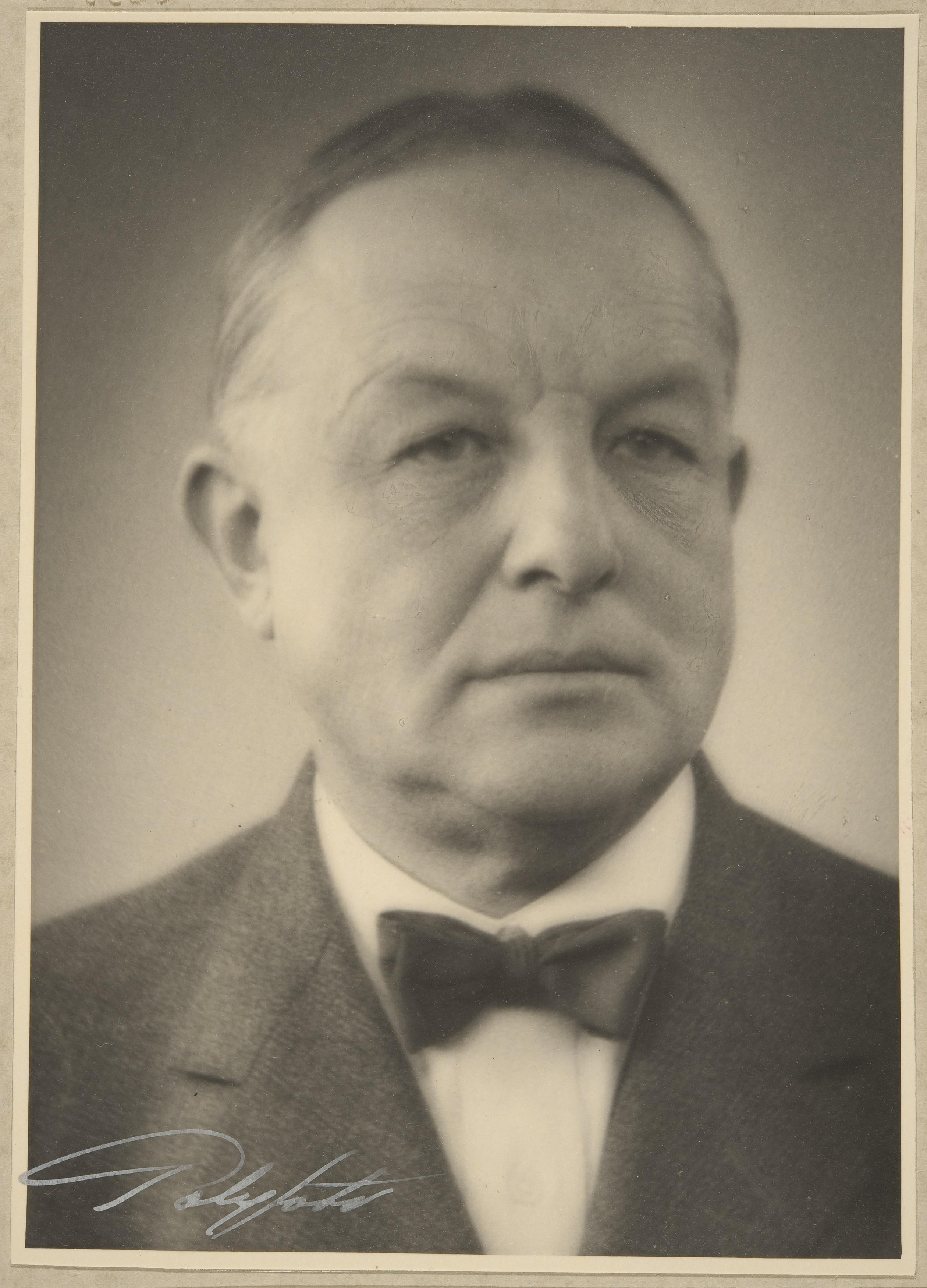
Walter Wahl etwa 1940

Walter August Wahl (* 8. Oktober 1879 in Viborg; † 18. Oktober 1970 in Helsingfors) war ein finnischer Geochemiker und Mineraloge.

## Leben und Wirken
Walter Wahl war das Kind von Bertha Paulina Wahl (geborene Holstius) und Carl August Wahl. Er machte das Abitur (schwedisch studentexamen) 1897 am schwedischsprachigen Gymnasium Nya svenska läroverket (heute Gymnasiet Lärkan) in Helsingfors (Helsinki). Danach studierte er an der Universität Helsinki, wo er 1903 seinen Abschluss als „Kandidat der Philosophie“ erhielt und 1908 promoviert wurde.
Von 1918 bis 1924 war er Professor für Chemie an der Åbo Akademi und von 1937 bis 1946 persönlicher außerordentlicher Professor an der Universität in Helsinki. Er führte in Finnland als erster isotopenchemische Untersuchungen in die Geologie ein.
Er benannte 1925 Wiborgit, eine Rapakiwi-Granit-Variante. In der Erforschung des kristallinen Grundgebirges Finnlands arbeitete er mit William Ramsay zusammen. Neben Petrographie befasste er sich mit der Untersuchung chemischer Substanzen bei hohem Druck und tiefer Temperatur. Er interessierte sich auch für Meteorite und hatte eine eigene Sammlung von rund 100 Exemplaren, die er dem Museum der Universität Helsinki vermachte.

## Schriften (Auswahl)
- Walter Wahl: Die Enstatitaugite. Eine Untersuchung über monokline Pyroxene mit kleinem Winkel der optischen Axen und niedrigem Kalkgehalt. In: Mineralogische und petrographische Mitteilungen. Band XXVI, Nr. 1–2. Wien 1907.
- Walter Wahl: Die Gesteine des Wiborger Rapakiwigebietes. In: Fennia. Band 45, Nr. 20. Helsingfors 1925.